# Budōka
Ein oder eine Budōka (jap. 武道家) ist eine Person, die eine japanische Kampfkunst (Budō) betreibt. Beispiele für japanische Budō-Künste sind zum Beispiel Jiu Jitsu, Judo, Aikidō, Karatedō.
Das sino-japanische Kanji Bu (武) bedeutet „Militär“ oder „kriegerisch“; das Kanji Dō (道) hat die Semantik des Wortes „Weg“. Das Suffix -ka entspricht dem japanischen Zeichen 家 ie mit der Bedeutung „Familie, Haus, Heim“. Folglich bedeutet Budōka: „Person, die in den Techniken des Budō-Kampfkünsten beheimatet bzw. zuhause ist“.
Budōka durchlaufen in den Trainingsjahren verschiedene Schülerstufen (jap. 級 Kyū) und Meisterstufen (jap. 段 Dan). Dabei kann – in Abhängigkeit von der jeweiligen Kampfkunst – der Grad ihres Fortschrittes durch die Gürtelfarben dargestellt werden.

## Übersicht der Budōka
Der Ausdruck Budōka stellt den Überbegriff Kampfkünstler dar, und es bietet sich an – um Budōka in einzelne Kampfkünste weiter zu differenzieren – Personen japanischer Kampfsportarten mit dem Suffix -ka zu bezeichnen. Allgemein gebräuchlich sind z. B. Jiu Jitsuka, Judoka, Karateka, Aikidōka.
Nachfolgend eine Übersicht der verschiedenen Budōka mit der zugehörigen Kampfkunst.

### Aikidōka
Ein Aikidōka (jap. 合気道家 oder 合氣道家) ist ein Budōka, der die japanische Kampfkunst Aikidō betreibt.

### Iaidōka
Ein Iaidōka (jap. 居合道家) ist ein Budōka, der sich in der japanischen Kunst des Schwertziehens Iaidō übt.

### Jiu Jitsuka
Ein Jiu Jitsuka (jap. 柔術家) ist ein Budōka, der die japanische Selbstverteidigung Jiu Jitsu betreibt.

### Judoka
Ein Judoka (jap. 柔道家) ist ein Budōka, der den japanischen Zweikampfsport Judo betreibt. Für eine Übersicht deutscher und internationaler Judoka siehe Liste von Judoka.

### Karateka
Ein Karateka (jap. 空手家) ist ein Budōka, der die japanische Kampfkunst Karate betreibt. Für eine Übersicht weiterer Karateka siehe Liste bekannter Karateka.
Es gibt auch ein gleichnamiges Computerspiel, das 1984 zuerst von Brøderbund für den Apple II hergestellt wurde. Auch auf dem Commodore 64 war es sehr beliebt.

### Kendōka
Ein Kendōka (jap.: 剣道家) ist ein Budōka, der den japanischen Schwertkampf Kendō betreibt.